# Geoff Walker
Geoff Walker, född 9 december 1987 i Charlottetown, är en kanadensisk professionell ishockeyspelare som spelar för Tingsryds AIF i Hockeyallsvenskan.

## Spelarkarriär
Walker tillbringade säsongen 2003-04 med Summer Western Capitals i Junior A Maritime Junior Hockey League. Under tiden i Capitals representerade han Kanadas Team Atlantic i 2004 års World U17 Hockey Challenge. Walker spelade juniorhockey i Quebec Major Junior Hockey League för Gatineau Olympiques och sin hemstadsklubb Prince Edward Island Rocket. Efter att ha avslutat sin sista juniorsäsong 2007-08 tecknade Walker ett tryout-kontrakt med Texas Brahmas i Central Hockey League.
Den 30 september 2008 skrev Walker på för Phoenix Roadrunners i ECHL men placerades på waivers och hämtades upp av Ontario Reign den 14 oktober 2008. Under säsongen 2009-10 delade Walker sin speltid mellan Manchester Monarchs i American Hockey League och Ontario Reign.
Efter två säsonger i Pittsburgh Penguins AHL-lag Wilkes-Barre/Scranton Penguins skrev Walker sitt första NHL-kontrakt genom ett ettårsavtal med Colorado Avalanche den 1 juli 2012. Det blev dock ingen NHL-debut för Walker utan han flyttades ned till Lake Erie Monsters i AHL. Under säsongen 2012-13 var Walker skadad och spelade endast 51 matcher, vilka resulterade i fem mål och 20 poäng.
Den 5 juli 2013 skrev Walker som free agent på ett ettårigt tvåvägskontrakt med Tampa Bay Lightning. Den 21 september 2013 flyttade sedan Lightning ned Walker till deras AHL-lag Syracuse Crunch. Den 31 mars 2014 flyttades Walker till Florida Everblades, Lightnings samarbetslag i ECHL.
Den 9 augusti 2014 skrev Walker på ett tryout-kontrakt med Iserlohn Roosters i tyska Deutsche Eishockey Liga. Provspelet resulterade dock inte i något förlängt kontrakt och den 25 augusti 2014 meddelade klubben att de brutit kontraktet med Walker. Den 23 september 2014 återvände istället Walker till USA och Ontario Reign för säsongen 2014-15.
Den 22 januari 2015 trejdade Reign Walker till Missouri Mavericks i utbyte mot David Rutherford. Efter att ha avslutat säsongen med Mavericks undertecknade Walker sitt första kontrakt utomlands, ett ettårigt avtal med den tyska DEL2-klubben Löwen Frankfurt den 15 juni 2015. Den 1 augusti 2015 valde dock Walker att avsluta sitt kontrakt med Frankfurt med anledning av familjeskäl. Den 21 augusti 2015 fortsatte Walker sin karriär i USA med att underteckna ett ettårigt AHL-kontrakt med Lehigh Valley Phantoms.
Efter att ha spelat endast fem matcher under säsongen 2015-16 på grund av skador skrev Walker den 19 april 2016 på för Tingsryds AIF i Hockeyallsvenskan.

## Spelarstatistik
| 2003–04    | Summerside Western Capitals    | MJAHL      | 44  | 19 | 26 | 45  | 6   | —  | — | — | — | —  |
| 2004–05    | Gatineau Olympiques            | QMJHL      | 45  | 11 | 6  | 17  | 27  | —  | — | — | — | —  |
| 2005–06    | Gatineau Olympiques            | QMJHL      | 15  | 0  | 2  | 2   | 18  | —  | — | — | — | —  |
| 2005–06    | Prince Edward Island Rocket    | QMJHL      | 34  | 15 | 11 | 26  | 49  | 6  | 2 | 1 | 3 | 6  |
| 2006–07    | Prince Edward Island Rocket    | QMJHL      | 65  | 30 | 50 | 80  | 105 | 7  | 4 | 5 | 9 | 6  |
| 2007–08    | Prince Edward Island Rocket    | QMJHL      | 69  | 38 | 52 | 90  | 52  | 4  | 4 | 3 | 7 | 4  |
| 2007–08    | Texas Brahmas                  | CHL        | —   | —  | —  | —   | —   | 5  | 0 | 0 | 0 | 9  |
| 2008–09    | Ontario Reign                  | ECHL       | 68  | 21 | 27 | 48  | 39  | 7  | 3 | 5 | 8 | 0  |
| 2009–10    | Manchester Monarchs            | AHL        | 37  | 5  | 9  | 14  | 55  | —  | — | — | — | —  |
| 2009–10    | Ontario Reign                  | ECHL       | 26  | 7  | 16 | 23  | 20  | —  | — | — | — | —  |
| 2010–11    | Wilkes-Barre/Scranton Penguins | AHL        | 70  | 11 | 19 | 30  | 102 | 12 | 1 | 3 | 4 | 8  |
| 2011–12    | Wilkes-Barre/Scranton Penguins | AHL        | 68  | 18 | 26 | 44  | 114 | 12 | 1 | 4 | 5 | 4  |
| 2012–13    | Lake Erie Monsters             | AHL        | 51  | 5  | 15 | 20  | 55  | —  | — | — | — | —  |
| 2013–14    | Syracuse Crunch                | AHL        | 43  | 6  | 2  | 8   | 56  | —  | — | — | — | —  |
| 2013–14    | Florida Everblades             | ECHL       | 6   | 6  | 3  | 9   | 2   | —  | — | — | — | —  |
| 2014–15    | Ontario Reign                  | ECHL       | 35  | 12 | 14 | 26  | 31  | —  | — | — | — | —  |
| 2014–15    | Missouri Mavericks             | ECHL       | 25  | 6  | 11 | 17  | 20  | —  | — | — | — | —  |
| 2015–16    | Reading Royals                 | ECHL       | 5   | 1  | 5  | 6   | 0   | —  | — | — | — | —  |
| AHL totalt | AHL totalt                     | AHL totalt | 269 | 45 | 71 | 116 | 382 | 24 | 2 | 7 | 9 | 12 |